# Querceto (Montecatini Val di Cecina)
Querceto (italienisch Eichenwald) ist eine Fraktion der italienischen Gemeinde Montecatini Val di Cecina in der Provinz Pisa, Region Toskana.

## Geographie
Der mittelalterliche Weiler liegt etwa 15 km südlich des Hauptortes Montecatini Val di Cecina. Er entwickelte sich auf dem Bergrücken des Monte Aneo auf einer Höhe von 260 m s.l.m. über dem weitläufigen gleichnamigen Tal des Flusses Cecina. 

## Geschichte
Die Wurzeln der Siedlung reichen bis ins 10. Jahrhundert zurück, als Querceto zum Bistum Bistum Massa Marittima-Piombino gehörte. Urkundlich wurde der Ort erstmals 1082 erwähnt. Bereits 1118 muss der Ort befestigt gewesen sei, da er zu diesem Zeitpunkt als Burg bezeichnet wurde. 1208 fiel Quercetto an Volterra. 1430 wurde der befestigte Ort von den Truppen der Mailänder Visconti eingenommen. 1447 fiel er an König Alfons I. von Neapel und Sizilien. Nach dem Fall Volterras an die Republik Florenz kam auch Quercetto unter den Einfluss der Florentiner Republik. In dieser Zeit ließ sich 1543 die aus Volterra stammende Familie Lisci in Quercetto nieder. 1786 heiratete die letzte Lisci den Markgrafen Lorenzo Ginori. Mit den Ginori blühte der Ort nach dem Niedergang unter den Medici wieder auf. 1907 ließ Graf Lorenzo Ginori einen burgähnlichen Ansitz errichten, an der Stelle an der sich der vormalige der herrschaftliche Familiensitz erhoben haben soll.

## Wirtschaft
Im Mittelalter war der Ort für seine Bodenschätze bekannt. Vor allem nach Silber, Kupfer, Zink und Quecksilber wurden hier gegraben. Mittlerweile lebt der Ort vor allem vom Tourismus und Weinanbau.

## Sehenswürdigkeiten
- Die romanische Pieve San Giovanni Battista, deren Aussehen auf das 13. Jahrhundert zurückgeht. Der Bau wurde mehrmals baulich verändert und in den 1970er Jahren restauriert. Dabei wurde der ursprüngliche Zustand mit Ausnahme der abgetragenen halbrunden Apsis weitgehend wieder hergestellt.[6]
- Castello di Quercetto, zu Beginn des 20. Jahrhunderts errichteter herrschaftlicher Ansitz. Besteht aus mehreren miteinander verbundenen Gebäudeteilen, darunter der mit Zinnen geschmückte Turm.[5]

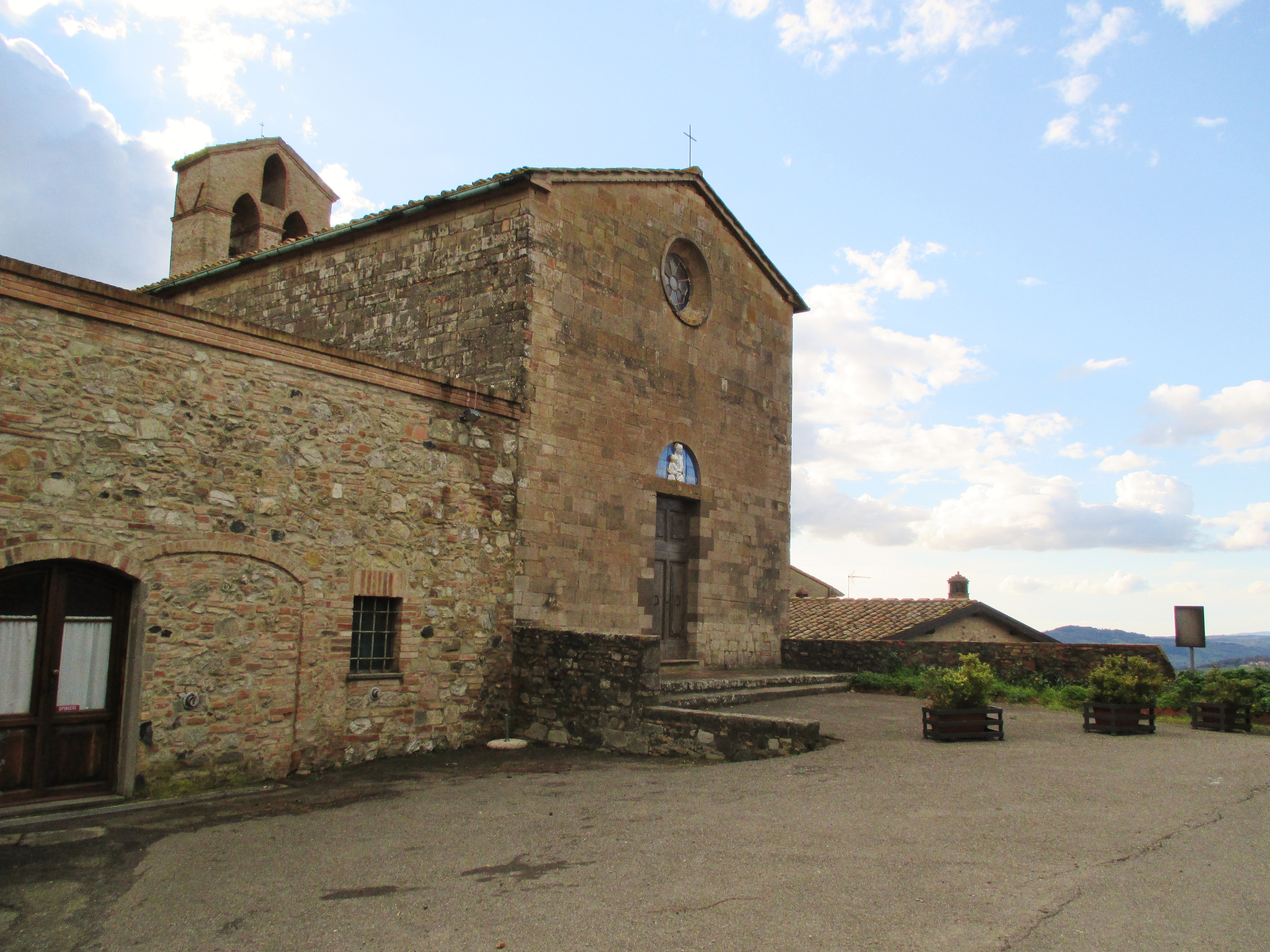
Pieve San Giovanni Battista
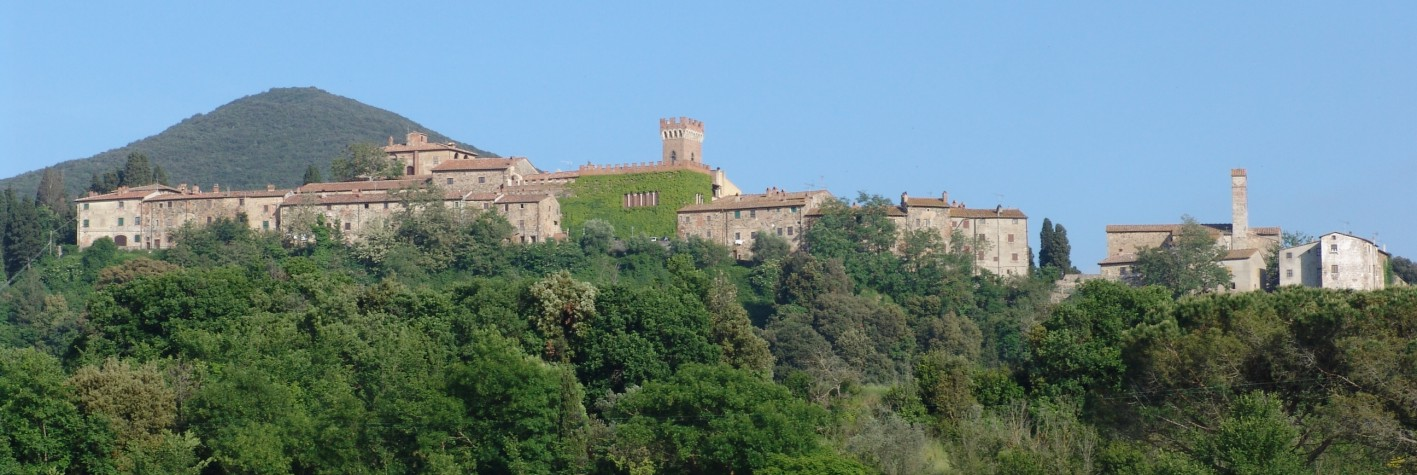
Panorama
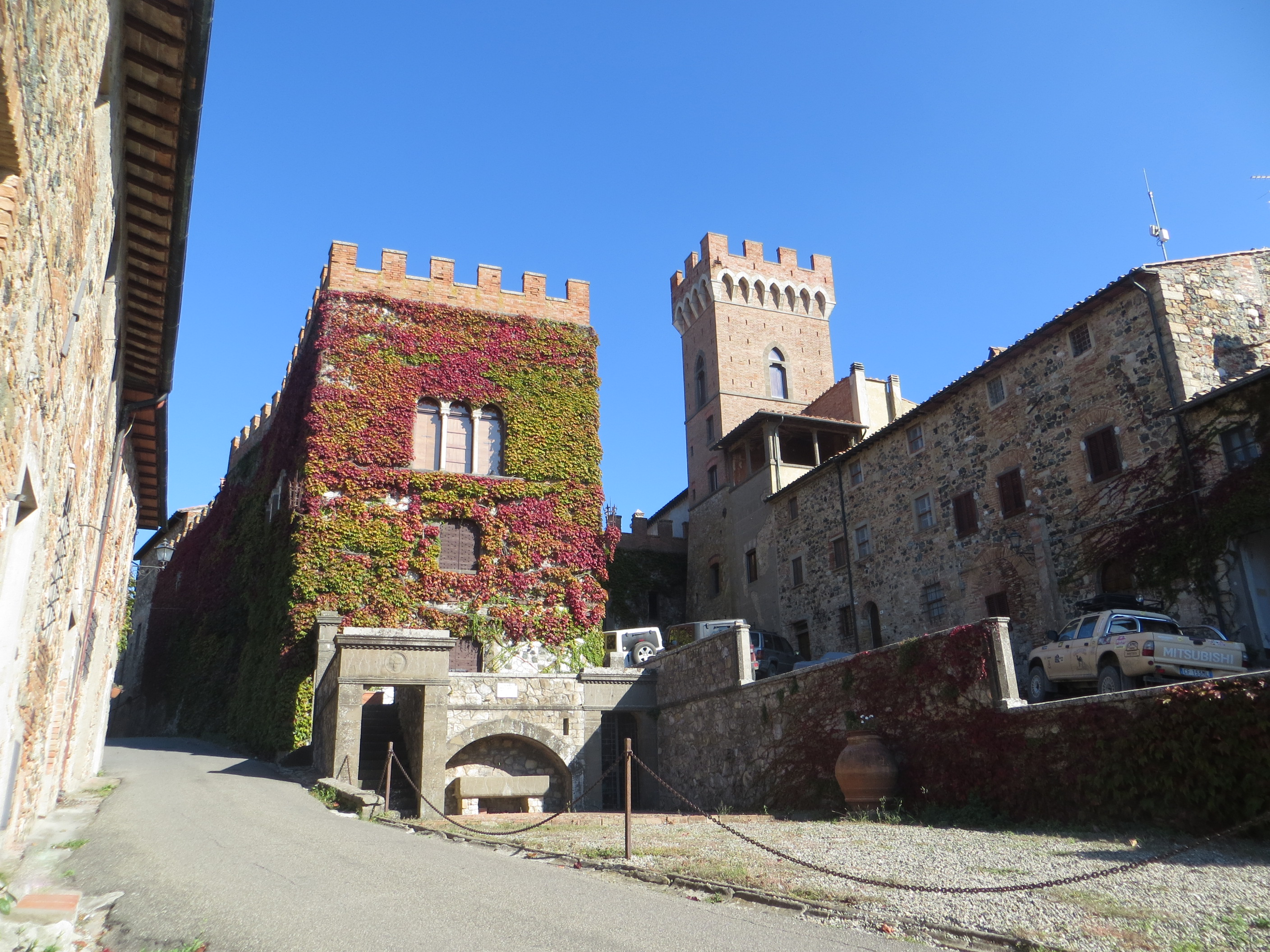
Innenhof des Castello di Quercetto